# Tiergarten

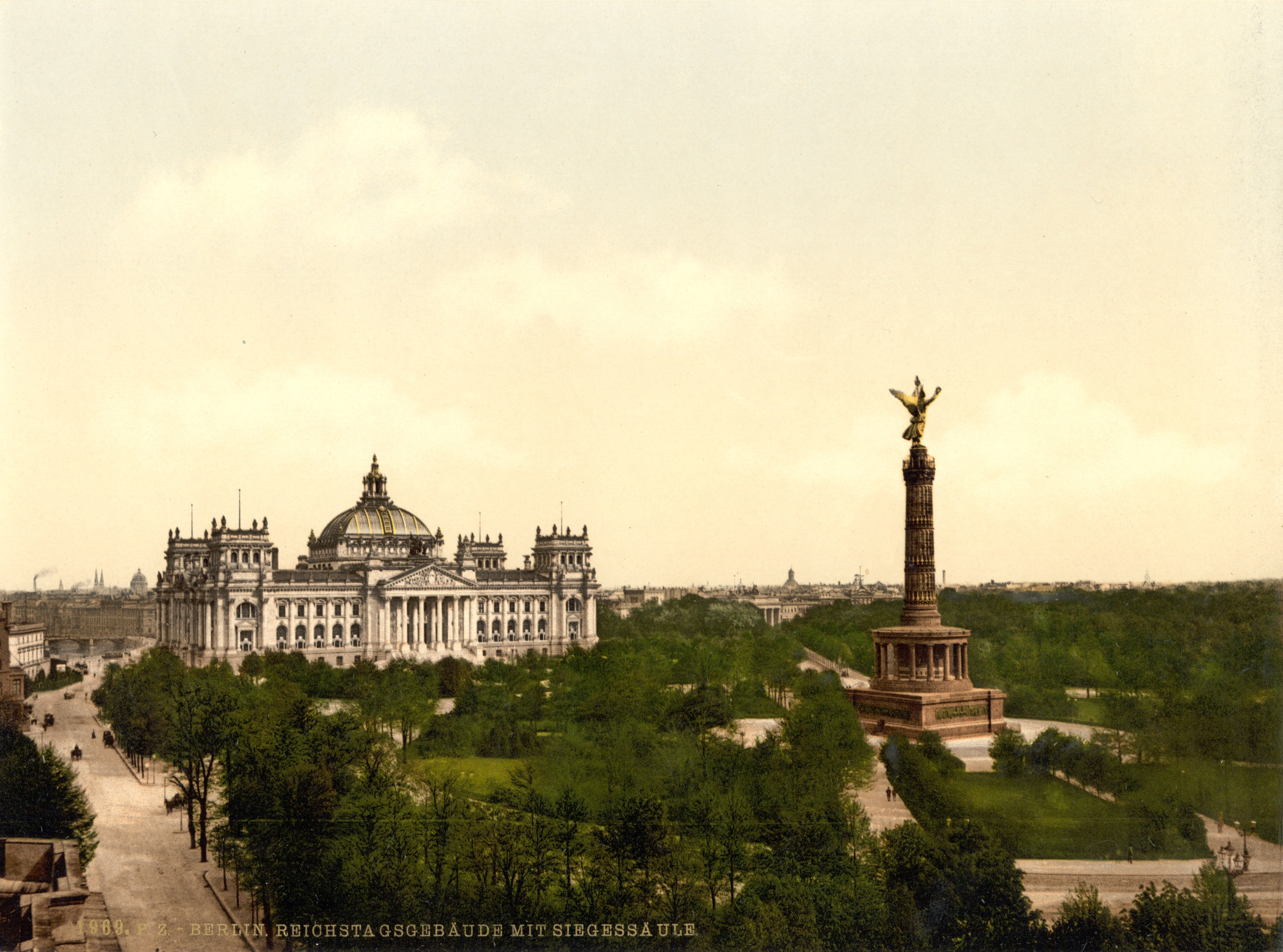
Postal de 1900.

El Tiergarten (Großer Tiergarten) (jardí d'animals o zoològic en alemany) és el principal parc de Berlín. Ubicat al centre de la ciutat concretament al barri que porta el seu nom.

## Història

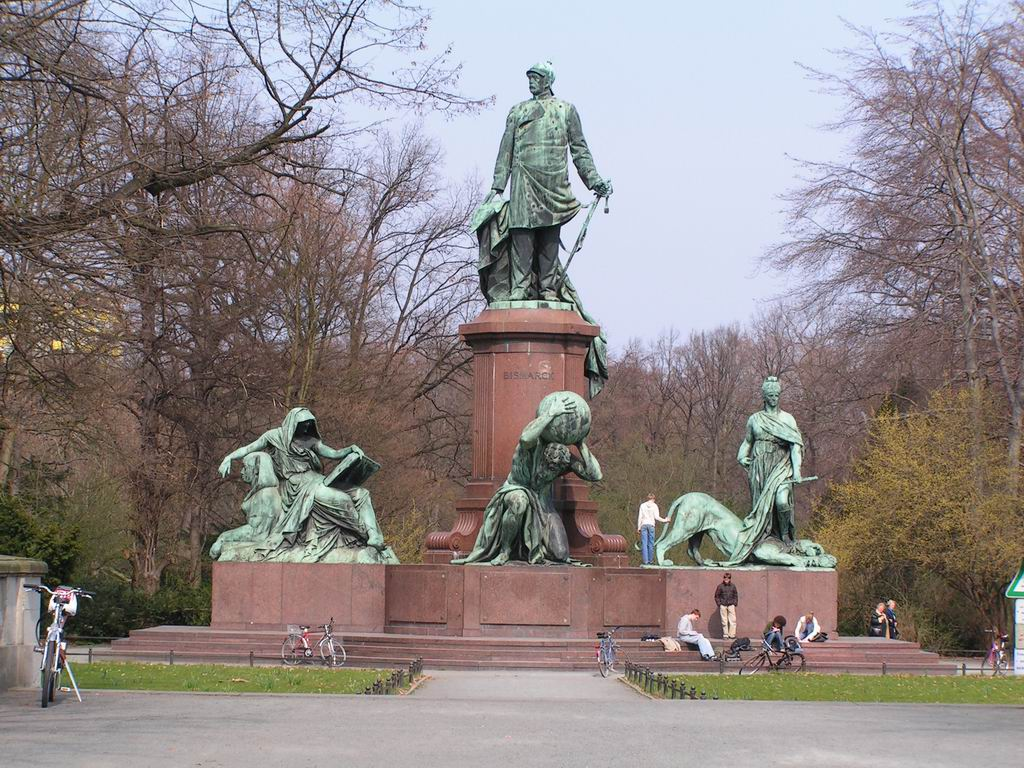
Monument a Bismarck.

Durant els seus primers anys va ser una zona de caça i posteriorment passà a ser una zona verda per a ús dels berlinesos. Tiergarten significa jardí d'animals, en record de quan era un lloc de lleure per l'aristocràcia prussiana com a zona de caça de senglars i cérvols.
Durant les Revolucions de 1848 els manifestants es reunien al Tiergarten davant de les tropes de l'exèrcit de Prússia.
Després de la caiguda del mur de Berlín, el Carrer del 17 de juny, que creua el parc, ha sigut escenari en els darrers anys del segle xx i primers del XXI de la Love Parade, una de les festivitats més multitudinàries de tota la Unió Europea. Durant el 2004 i el 2005 aquesta festa no es va celebrar per problemes d'organització, però a partir del 2006 l'esdeveniment es tornà a realitzar.

## Característiques
Amb les seves 210 hectàrees de superfície constitueix el major parc paisatgístic i "pulmó verd" al centre de Berlín. És el segon parc més gran de la ciutat després del Grünewald.
Es troba emmarcat pels símbols de la ciutat com la Porta de Brandenburg, el barri parlamentari i governamental amb l'edifici del Reichstag (parlament alemany) i la Cancelleria Federal, el Palau de Bellevue (palau del President de la República) o la Potsdamer Platz. També es troben la Columna de la Victòria, la Berliner Philharmonie (Auditori de la Filharmònica de Berlín), el barri diplomàtic (al sud) i el Jardí Zoològic de Berlín (al sud-oest).
A prop del lloc es va construir la nova Estació Central de Berlín (Hauptbahnhof).